# Jerry Frissen
 (septembre 2018).
Si vous disposez d'ouvrages ou d'articles de référence ou si vous connaissez des sites web de qualité traitant du thème abordé ici, merci de compléter l'article en donnant les références utiles à sa vérifiabilité et en les liant à la section « Notes et références ».
Jerry Frissen est un scénariste de bande dessinée. De son vrai nom Thierry Frissen, il est né à Bruxelles le 2 juin 1964 et réside à Los Angeles depuis 2000.

## Biographie
Jerry Frissen est l'auteur des Zombies qui ont mangé le monde (dessins de Guy Davis) de Lucha Libre (dessins de Bill, Gobi, Fabien M., Hervé Tanquerelle et Nikola Witko) et de Méta-Baron (dessins de Valentin Sécher et Niko Henrichon). Les trois séries sont publiées chez Les Humanoïdes Associés. Entre décembre 2000 et mars 2005, il a travaillé en tant que directeur artistique chez Humanoids, Inc, la branche américaine des Humanoïdes Associés. Il est l'un des fondateurs de Muttpop, la société américaine qui fabrique des jouets en vinyle tirés de l'univers de Lucha Libre. En décembre 2021, Jerry Frissen est devenu le rédacteur en chef de Métal hurlant[réf. nécessaire].
Jerry Frissen vit avec sa femme et leurs deux enfants à Franklin Hills, à Los Angeles, en Californie.

## Ouvrages

### Méta-Baron
(voir l'article Méta-Baron)
1. Wilhelm-100, le Techno-Amiral, octobre 2015, Les Humanoïdes Associés

### Lucha Libre
Dans la revue Lucha Libre
1. Introducing The Luchadores Five, août 2006, Les Humanoïdes Associés
2. ¡Se Llama Tequila!, octobre 2006, Les Humanoïdes Associés
3. Hele Mei Hoohiwahiwa: Les Tikitis, janvier 2007, Les Humanoïdes Associés
4. I Wanna Be Your Luchadorito, mai 2007, Les Humanoïdes Associés
5. Diablo Loco a disparu, septembre 2007, Les Humanoïdes Associés
6. Traité de savoir-vivre, janvier 2008, Les Humanoïdes Associés
7. On dirait le sud, avril 2008, Les Humanoïdes Associés
8. Pop culture mythologique, août 2008, Les Humanoïdes Associés
9. Catéchisme, novembre 2008, Les Humanoïdes Associés
10. Surfin' USA, mars 2009, Les Humanoïdes Associés

Luchadores Five
1. La Cité des hommes brisés, août 2008, Les Humanoïdes Associés
2. Lucha Beach Party, mars 2009, Les Humanoïdes Associés

Les Tikitis
1. La Guerre des cerveaux, septembre 2008, Les Humanoïdes Associés
2. L'Aventure de l'inventif, avril 2009, Les Humanoïdes Associés

Téquila
1. Les Épines de la destruction, octobre 2008, Les Humanoïdes Associés
2. Tant pis pour le sud, mai 2008, Les Humanoïdes Associés

### Les Zombies qui ont mangé le monde
1. Une odeur épouvantable, juin 2004, Les Humanoïdes Associés
2. Esclaves de l'amour, janvier 2005, Les Humanoïdes Associés
3. Popypop a disparu, janvier 2006, Les Humanoïdes Associés
4. La Guerre des papes, janvier 2008, Les Humanoïdes Associés

### Autres
- Meurtres (avec Jean-Luc Cornette), 1995, Niffle-Cohen
- Pin-Up Girls (avec Fred Beltran et Ian Sattler), 2002, Les Humanoïdes Associés
- Lucien, 25 piges, octobre 2004, Les Humanoïdes Associés
- Luuna: Sur les traces de Luuna, juin 2008, Soleil Productions

Périodiques
- Métal Hurlant 141, 2003, Les Humanoïdes Associés, (Les Zombies qui ont mangé le monde)
- Métal Hurlant 142, 2003, Les Humanoïdes Associés, (Les Zombies qui ont mangé le monde)
- Métal Hurlant 143, 2004, Les Humanoïdes Associés, (Les Zombies qui ont mangé le monde)
- Métal Hurlant 144, 2004, Les Humanoïdes Associés, (Les Zombies qui ont mangé le monde)
- Métal Hurlant 145, 2004, Les Humanoïdes Associés, (Les Zombies qui ont mangé le monde)

Éditoriaux
- Métal Hurlant 143, 2004, Les Humanoïdes Associés
- Métal Hurlant 144, 2004, Les Humanoïdes Associés
- Métal Hurlant 145, 2004, Les Humanoïdes Associés
- Métal Hurlant 146, 2006, Les Humanoïdes Associés
- Métal Hurlant, 30 ans - Volume 3, 2007, Les Humanoïdes Associés